# London Eye
El London Eye (‘ull de Londres'), també conegut com a Millennium Wheel, és un dels majors miradors del món estrenat l'any 1999. En realitat el London Eye era la major roda de fira del món fins a l'obertura de l'Estel de Nanchang el maig del 2006. Va suposar el rellançament del protagonisme i l'atractiu icònic d'aquesta atracció popular i després diverses ciutats han intentat de superar-la fent-ne una de més gran.
El London Eye té una altura de 135 metres sobre l'extrem occidental dels Jubilee Gardens, al South Bank del Tàmesi, districte londinenc de Lambeth, entre els ponts de Westminster i Hungerford. El mirador està situat al County Hall i davant de les oficines del Ministeri de Defensa.

## Història
Dissenyada pels arquitectes David Marks, Julia Barfield, Malcolm Cook, Mark Sparrowhawk, Steven Chilton i Nic Bailey la sínia disposa de 32 càpsules per a passatgers tancades i climatitzades. Gira a 0,26 m/s (uns 0,9 km/h), de manera que el temps d'una volta completa és d'uns 30 minuts. L'atracció no sol aturar-se perquè els passatgers pugin: la velocitat de gir és prou lenta com per permetre que aquests puguin pujar i baixar fàcilment de les càpsules quan aquestes arriben al nivell de terra.
El London Eye fou inaugurat pel primer ministre del Regne Unit Tony Blair el 31 de desembre de 1999 tot i que no va obrir-se al públic fins al març del 2000 a causa de problemes tècnics. Des de la inauguració el London Eye ha estat gestionat per The Tussauds Group amb el patrocini de British Airways i és un important punt turístic londinenc.
A data de juliol del 2002 havien pujat al London Eye fins a 8,5 milions de persones. Aquest fet va dissuadir la intenció inicial de les autoritats britàniques que era que l'espai només restés obert durant cinc anys. Finalment i gràcies a l'èxit turístic, el Consell del districte de Lamberth va decidir de fer-ne una atracció permanent
El 28 d'agost del 2003 l'il·lusionista David Blaine va romandre dret al sostre d'una de les càpsules durant els 30 minuts que dura una volta completa preparant el seu show Above the Below.
Des de l'1r de gener de 2005 el London Eye ha estat el punt central de les celebracions d'Any Nou a Londres amb un espectacle de focs artificials de 10 minuts que inclou petards disparats des de la mateixa atracció.
El London Eye va aparèixer al Llibre Guinness dels Rècords com la sínia d'observació més alta del món fins al maig del 2006, quan es va inaugurar l'Estel de Nanchan a la Xina, amb 25 metres més. Al febrer del 2008 s'inaugurarà una altra sínia més gran: The Singapore Flyer de 165 metres, a Singapur. El 2009 també es té previst inaugurar-ne una a Pequín amb 208 metres d'alçària. Comparativament, la sínia original de la World Columbian Exposition de Chicago de 1893 tenia 75 m d'altura.

## Predecessor
Segons el número de gener de 2007 de la BBC History Magazine, va haver-hi un predecessor al London Eye anomenat la «Gran Sénia de Londres». Era capaç de transportar 1.200 persones, fou construïda a Earl's Court l'any 1895 i clausurada el 1906 després que per errada tècnica atrapés a 74 persones durant quatre hores i mitja.

## Experiència 4D

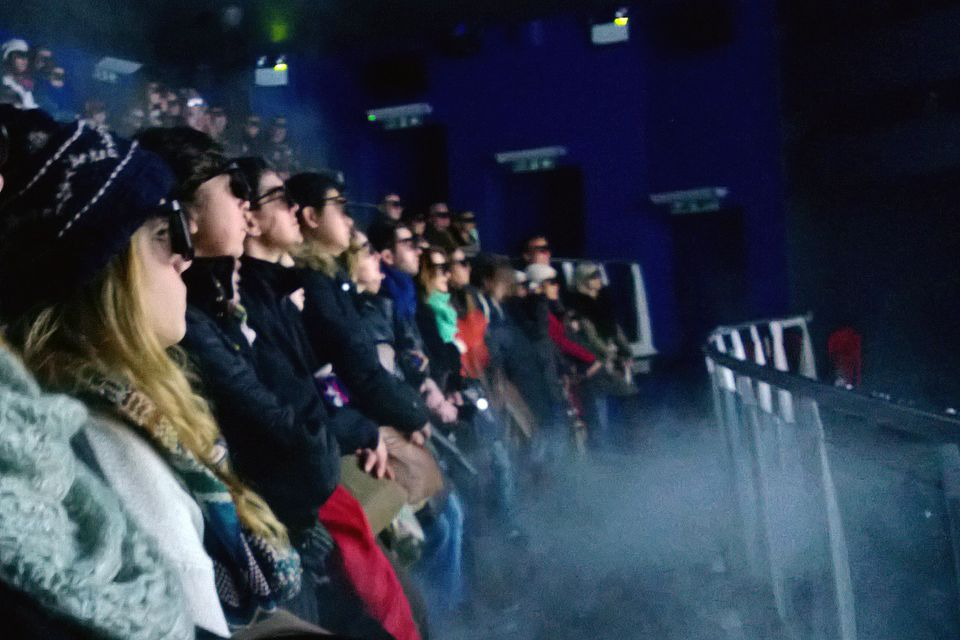
London Eye 4D Experience

El London Eye ofereix una activitat anomenada The London Eye 4D Cinema Experience, que fou creada com una "experiència en viu" per viure en primera persona la ciutat de Londres com a tal. L'expèriència consisteix en una atracció on es projecta la primera pel·lícula en 4D, d'una durada d'aproximadament quatre minuts, produïda en el Regne Unit, la qual inclou una fotografia aèria en 3D de la ciutat de Londres.
La pel·lícula, la qual dura aproximadament quatre minuts, es considera una revolucionària pel·lícula en 4D que aporta una nova dimensió a l'experiència "Londres", proporcionant una visió completament nova de la ciutat que es a la vegada emocionant, entretinguda i impactant. D'aquesta manera es converteix en el passatemps perfecte que antecedeix la pujada l'icònic London Eye. Dins la pròpia entrada a l'atracció s'inclou el curtmetratge, i la projecció es dur a terme dins de la pròpia oficina de venda de tiquets. Aquest curtmetratge no és una visita obligatòria pels qui volen visitar la nòria més emblemàtica de Londres.
L'experiència 4D inclou, a part de les imatges en 3D de la ciutat, altres efectes especials que fan molt més completa la pel·lícula i que són els que hi donen aquesta quarta dimensió: Llums, Vent, Sorolls envoltants, Neu, Aigua i Bombolles.
Tots aquests factors s'ajunten i fan que l'espectador visqui una experiència sensorial total. Com a consumidor d'aquest servei 4D, sents com si estiguessis dins l'escena, ja que l'objectiu és que sentis, amb tots els sentits, allò que en cinema tradicional només sents amb la vista i la oïda. Els efectes lluminosos que s'utilitzen en aquest espectacle són aptes per clients amb epilèpsia fotosensible.d

## Galeria

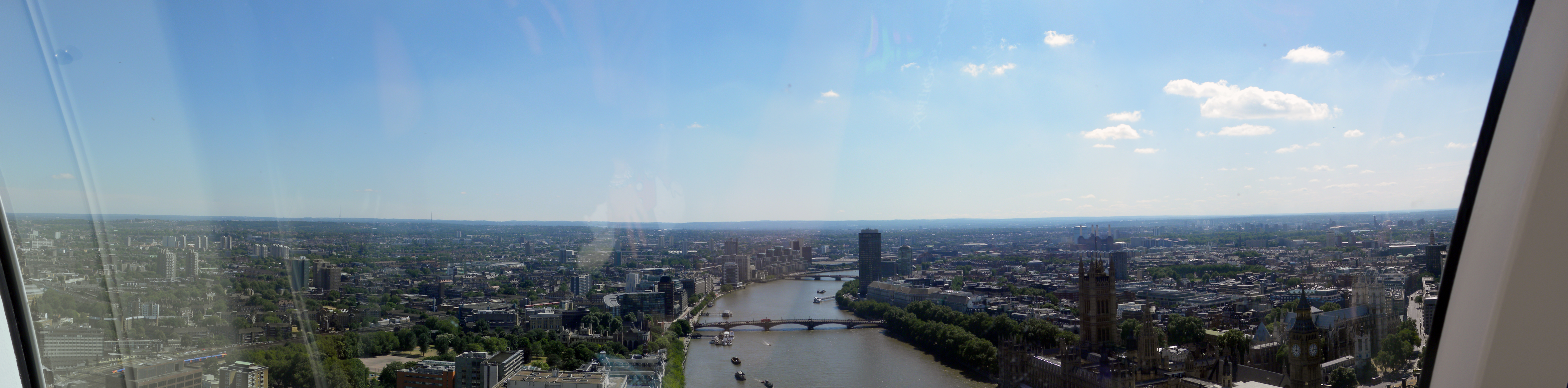
Panoràmica de Londres des del London Eye
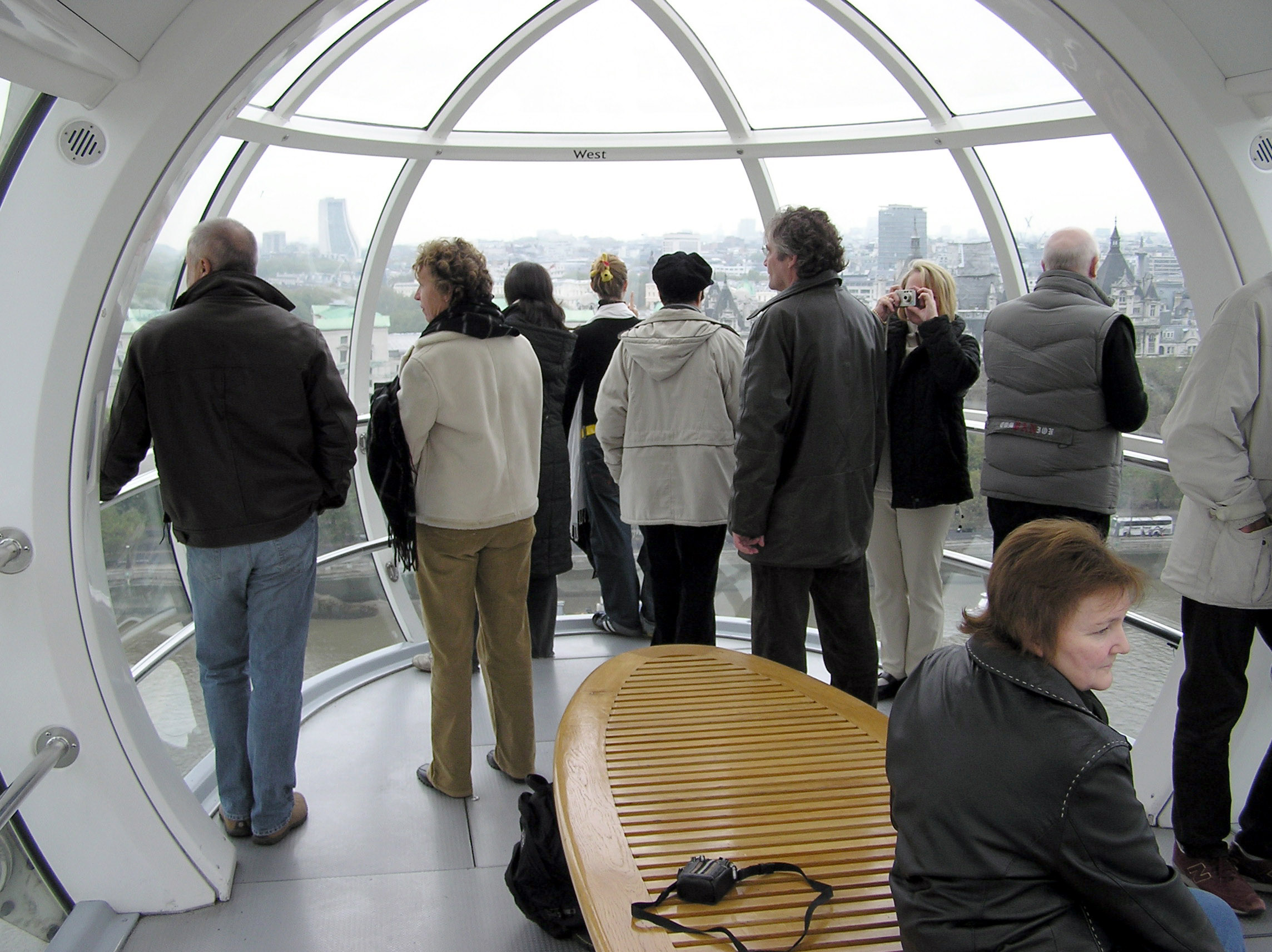
Vista interior de l'atracció
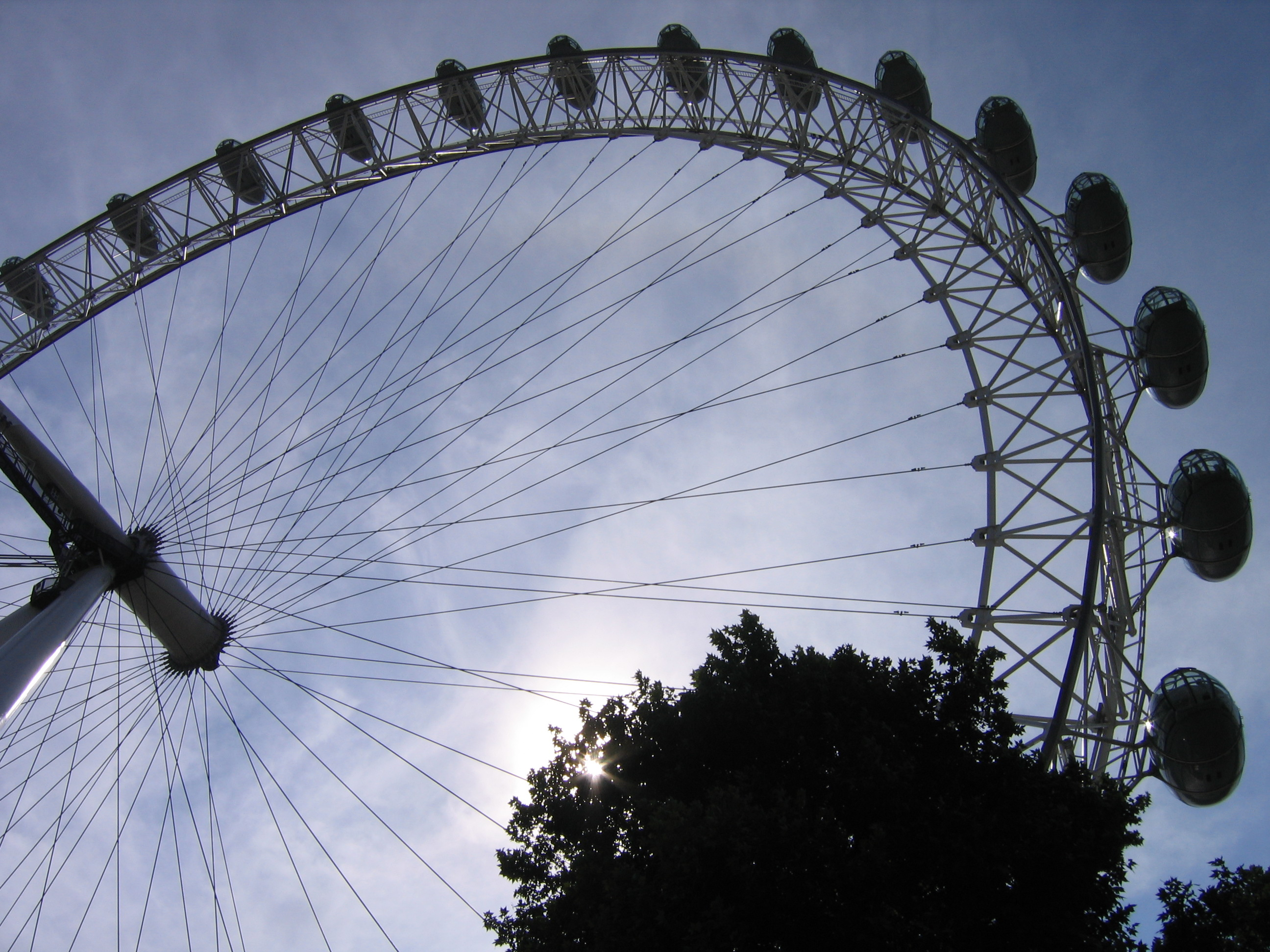
Vista inferior de l'atracció
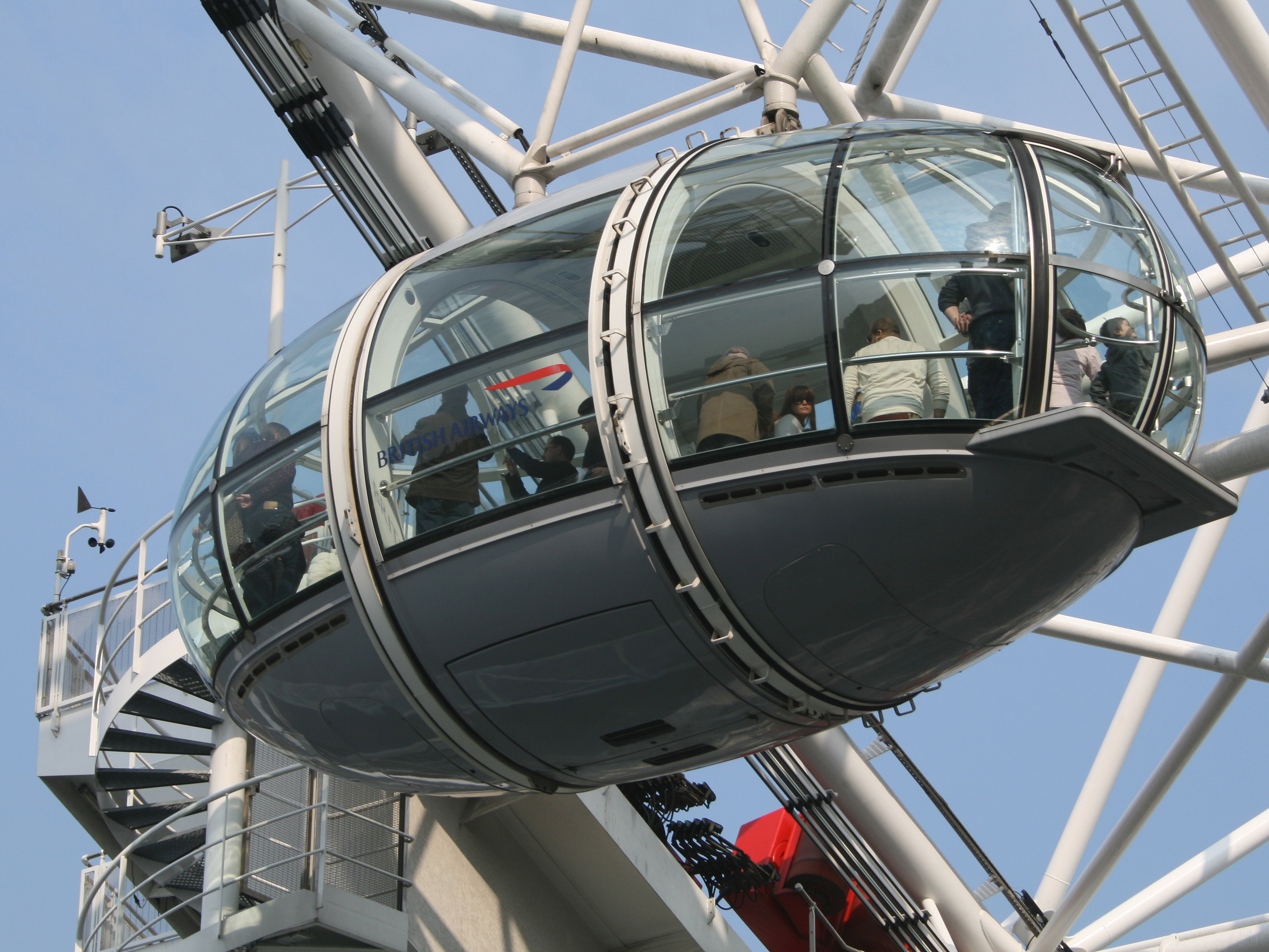
Cabina de vidre del London Eye
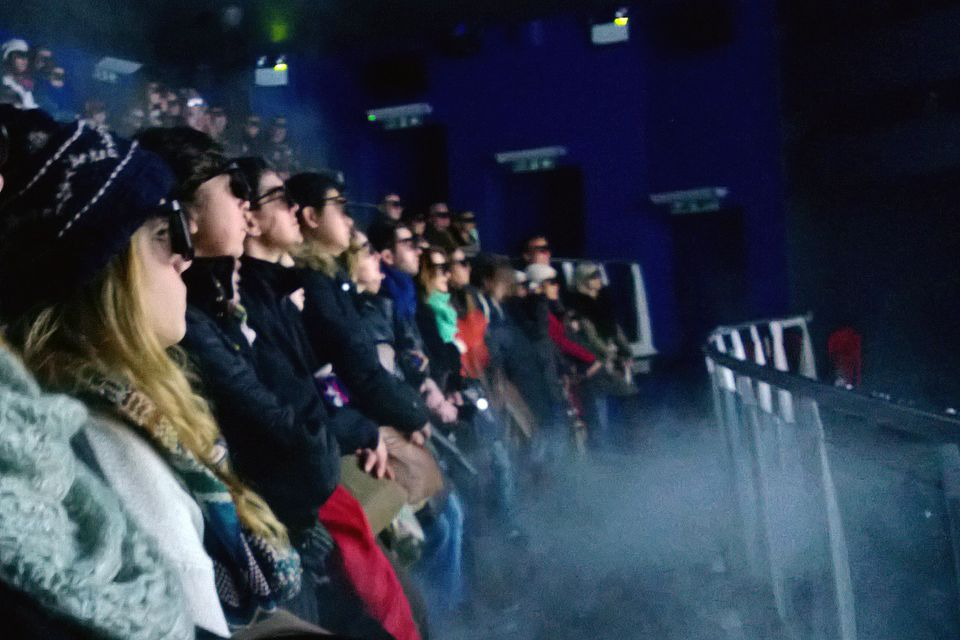
London Eye 4D Experience